# Le Cas Roberge
Pour plus de détails, voir Fiche technique et Distribution.
Le Cas Roberge est un film québécois sorti en salle le 14 août 2008, réalisé par Raphaël Malo (créateur également des capsules), produit par Nicole Robert. Comédie satirique mélangeant la réalité et la fiction inspiré des capsules diffusées sur internet depuis juin 2007.

## Synopsis
Entouré de ses amis, Jean-Michel Thiffaux devenu guide-spirituel et de Sébastien Bernard l'animateur à deux faces, Benoît Roberge animateur de radio de nuit et chroniqueur d'émission d'été sent qu'il ne réalise pas son plein potentiel. Il se laisse convaincre, par son ami et comédien d'émissions pour enfants prétentieux Stéphane De Blois, d'écrire un film pour enfin connaître la notoriété tant désiré. Partant en pèlerinage sur les traces du réalisateur franco-suisse Jean-Luc Godard qui en 1968 se rendit en Abitibi, on les suit sur la route menant vers Rouyn-Noranda cherchant l'inspiration du scénario de ce long métrage.

## Fiche technique
- Titre original : Le Cas Roberge
- Réalisation : Raphaël Malo
- Scénario : Benoit Roberge, Jean-Michel Dufaux, Stéphane E.Roy
- Photographie : Raymond Quenneville[2]
- Musique : Claude Castonguay[2]
- Production : Nicole Robert
- Société de production : Go Films
- Société de distribution : Alliance Vivafilm
- Budget : 1,2 million de dollars
- Pays d'origine :  Québec,  Canada
- Langue : français
- Format : film 35 mm
- Genre : comédie satirique
- Durée : 98 minutes
- Date de sortie : 15 août 2008

## Distribution

### Rôles principaux
- Benoît Roberge : Benoît Roberge
- Stéphane E. Roy : Stéphane De Blois
- Jean-Michel Dufaux : Jean-Michel Thiffaux
- Sébastien Benoît : Sébastien Bernard
- Maude Éthier Boutet
- Marikym Hervieux

### Rôles secondaires
- Bianca Gervais
- Jean-Thomas Jobin
- Marie Plourde
- Yves P. Pelletier
- Claude Jasmin
- Bruny Surin
- Karine Belly
- Édith Paquet
- Nelly Arcan
- Marie-Hélène Pinto